# هيا خليل
هيا خليل هي لاعبة كرة قدم أردنية، ولدت في عمان، الأردن عام 1994. لاعبة في المنتخب الأردني لكرة القدم للسيدات، حيث كانت ضمن تشكيلة المنتخب في بطولة آسيا لكرة القدم للسيدات.
كانت أول مباراة دولية خاضتها هيا مع المنتخب ضد المنتخب الفلسطيني عام 2013. لعبت 45 مباراة (37 كأساسي و 8 كبديل) وواجهت 27 منتخباً، منها 39 مباراة معتمدة لدى سجلات اتخاد الفيفا، 6 مباراة غير معتمدة. حققت 24 فوزاً، 4 تعادلات، 17 خسارة. أما معدل تسجيلها للأهداف فهو 0.0222 هدف\مباراة.